# Pisonia grandis
Espèce
Classification phylogénétique
Le Pisonia grandis est une espèce d'arbres des rivages de l'Océan Indien et de l'Océan Pacifique, appartenant à la famille des Nyctaginaceae.
À l'île Maurice et à Rodrigues, on l'appelle mapou comme Pisonia costata.

## Description
C'est un arbre pouvant atteindre dix mètres de haut avec un tronc de soixante centimètres de diamètre. L'arbre lignifie peu et est constitué plutôt de tissus permettant le stockage de l'eau.

## Distribution et habitat
On en trouve généralement en bord de mer car c'est une espèce halophyte et xérophyte permettant de stabiliser les rives sablonneuses aussi bien que les dunes sèches.

## Association
Une relation de symbiose existe entre les espèces locales d'oiseaux et les pisonias : l'arbre fournit un abri pour héberger les nids et les oiseaux fournissent l'engrais nécessaire à la croissance de l'arbre grâce au guano. Quand les graines de l'arbre sont mures, elles deviennent collantes et adhérent aux pattes et plumes des oiseaux, ce qui permet de les propager et de faciliter ainsi la multiplication du Pisonia.
Cependant, les graines collantes sont parfois responsables de la mort des oiseaux. En effet, les graines se collent parfois en trop grand nombre au plumage, ce qui empêche l'oiseau de reprendre son envol.
Des études récentes ont émis l'hypothèse que la mort de l'oiseau constituerait une technique de propagation de l'arbre pour favoriser l'apport d'engrais nécessaire au jeune plant via la décomposition de la carcasse de l'animal.